# Glen Van Brummelen
Glen Robert Van Brummelen (né en 1965) est un mathématicien et historien canadien des mathématiques spécialisé dans les applications historiques des mathématiques à l'astronomie. Selon ses mots, il est «le meilleur historien de la trigonométrie et le pire historien de la trigonométrie» (car il est le seul). 
Il est président de la Société canadienne d'histoire et de philosophie des mathématiques et a été co-éditeur de Mathematics and the Historian's Craft: The Kenneth O. May Lectures (Springer, 2005).

## Formation et carrière
Van Brummelen a obtenu son doctorat de l'Université Simon Fraser en 1993 sous la direction de John Lennart Berggren et a été professeur de mathématiques au Bennington College de 1999 à 2006. Il a ensuite été transféré à Quest University (en) Canada en tant que membre fondateur du corps professoral. 
Glen Van Brummelen a publié la première grande histoire en anglais des origines et des premiers développements de la trigonométrie, The Mathematics of the Heavens and the Earth: The Early History of Trigonometry. Son deuxième livre, Heavenly Mathematics: The Forgotten Art of Spherical Trigonometry, concerne la trigonométrie sphérique.
Il donne des cours sur l'histoire des mathématiques et de la trigonométrie à MathPath (en), en particulier les mathématiques célestes et la trigonométrie sphérique. Il est également connu pour le glenmouton (et dans une moindre mesure, le glenéléphant), un animal à deux dimensions qu'il a inventé chez MathPath. 

## Prix et distinctions
En 2016 il est lauréat du Prix Haimo.

## Travaux
- (en) Glen Van Brummelen, The mathematics of the heavens and the earth : the early history of trigonometry, Princeton (N.J.), Princeton University Press, 2009, 329 p. (ISBN 978-0-691-12973-0, OCLC 236082858, présentation en ligne)
- (en) Glen Van Brummelen, Heavenly Mathematics : The Forgotten Art of Spherical Trigonometry, Princeton University Press, 2013, 208 p. (ISBN 978-1-4008-4480-7, OCLC 988234342, présentation en ligne).
- (en) Glen Van Brummelen, « Trigonometry for the heavens », Physics Today, vol. 70, no 12,‎ 2017, p. 70-71 (DOI 10.1063/PT.3.3798).
- (en) J. Lennart Berggren, Glen Van Brummelen, «Abu Sahl al-Kuhi on the Distance to the Shooting Stars », Journal for the History of Astronomy, xxxii , 2001, pp. 137 - 151, lire en ligne.
- (en) J. Lennart Berggren, Glen Van Brummelen, «Abu Sahl al-Kuhi's "On Drawing two lines from a given point to a given line by the method of analysis." », Suhayl, Vol. 2, 2001, pp. 161 - 198, lire en ligne
- (en) J. Lennart Berggren, Glen Van Brummelen, «Abu Sahl al-Kuhi on Rising Times»,  SCIAMVS, Vol. 2, Avril 2001, pp. 31 - 46
- (en) J. Lennart Berggren, Glen Van Brummelen, «Abu Sahl al-Kuhi's On the Ratio of the Segments of a Single Line That Falls on Three Lines»,  Suhayl , Vol. I, 2000, pp. 1 - 56, lire en ligne
- (en) J. Lennart Berggren, Glen Van Brummelen, «Abu Sahl al-Kuhi on "Two Geometrical Questions."», Zeitschrift für Geschichte der Arabisch-Islamischen Wissenschaften, Vol. 13, 1999-2000, pp. 165 - 187.
- (en) Glen Van Brummelen (dir.) et Michael Kinyon (dir.), Mathematics and the Historian's Craft : The Kenneth O. May Lectures, Springer, 2005 (DOI 10.1007/0-387-28272-6, lire en ligne).
- (en) Nathan Sidoli et Glen Van Brummelen, From Alexandria, Through Baghdad: Surveys and Studies in the Ancient Greek and Medieval Islamic Mathematical Sciences in Honor of J.L. Berggren, Springer, 2013, 583 p. (ISBN 978-3-642-36735-9, DOI 10.1007/978-3-642-36736-6).